# کاتاژینا هرمان
کاتاژینا هرمان (لهستانی: Katarzyna Herman؛ زادهٔ ۱۳ اوت ۱۹۷۱) بازیگر اهل لهستان است.
از فیلم‌ها یا برنامه‌های تلویزیونی که وی در آن نقش داشته‌است، می‌توان به شش نفر، فرصت دوباره، مرگ کم‌اهمیت، رازداری حرفه‌ای، خبرچینان، ۱۶۷۰، تمام آنچه بدان عشق می‌ورزم، پیمان ورشو، ژنرال نیل، فرابنفش، جذابیت فریبنده، همبستگی، همبستگی...، تیم، یانوشیک: روایتی واقعی، کشیشان، کارآگاهان جنایی، قانون حقیقی، رنگ‌های خوشبختی، اهریمن، کورشده از نور، ۱۹۸۳، پدر متیو، در خوشی و سختی، ع چون عشق، ماگدا ام.، لیور و ردپا اشاره کرد.